# Nowa Zelandia na Letnich Igrzyskach Olimpijskich 1976
Nową Zelandię na Letnich Igrzyskach Olimpijskich 1976 reprezentowało 82 zawodników: 73 mężczyzn i 9 kobiet. Był to 15. start reprezentacji Nowej Zelandii na letnich igrzyskach olimpijskich.
Najmłodszym nowozelandzkim zawodnikiem na tych igrzyskach była 15-letnia pływaczka, Rebecca Perrott, natomiast najstarszym 51-letni żeglarz, Hugh Poole. Chorążym reprezentacji był zapaśnik, David Aspin.
Udział nowozelandzkiej reprezentacji stał się powodem bojkotu tych igrzysk przez państwa afrykańskie. Powodem takiej sytuacji był brak jakiegokolwiek odzewu od MKOI w sprawie wykluczenia Nowej Zelandii, za złamanie międzynarodowej izolacji Południowej Afryki przez nowozelandzką reprezentacje rugby, która zorganizowała tournée po tym kraju.

## Zdobyte medale
| Medal    | Zawodnik | Dyscyplina        | Konkurencja                  | Data     |
| -------- | --- | ----------------- | ---------------------------- | -------- |
| · Złoto  | John Walker | · Lekkoatletyka   | Bieg na 1500 m mężczyzn      | 31 lipca |
| · Złoto  | Paul Ackerley Jeff Archibald Thur Borren Alan Chesney John Christensen Greg Dayman Tony Ineson Barry Maister Selwyn Maister Trevor Manning Alan McIntyre Arthur Parkin Mohan Patel Ramesh Patel | · Hokej na trawie | Turniej mężczyzn             | 30 lipca |
| · Srebro | Dick Quax | · Lekkoatletyka   | Bieg na 5000 m mężczyzn      | 30 lipca |
| · Brąz   | Trevor Coker Simon Dickie Peter Dignan Athol Earl Tony Hurt Alec McLean Dave Rodger Ivan Sutherland                                                                                             | · Wioślarstwo     | Ósemka mężczyzn ze sternikem | 25 lipca |

## Skład kadry

### Boks
- Robert Colley – Waga lekkopółśrednia - 25. miejsce
- David Jackson – Waga półśrednia - 17. miejsce

### Hokej na trawie
- Paul Ackerley, Jeff Archibald, Thur Borren, Alan Chesney, John Christensen, Greg Dayman, Tony Ineson, Barry Maister, Selwyn Maister, Trevor Manning, Alan McIntyre, Arthur Parkin, Mohan Patel, Ramesh Patel – Hokej na trawie mężczyzn - 1. miejsce ( Złoty medal)

### Jeździectwo
- Joe Yorke – Indywidualne skoki przez przeszkody - 30. miejsce

### Kajakarstwo
- Ian Ferguson – Spływ pojedynczy na 500 m mężczyzn
- Don Cooper – Spływ pojedynczy na 1000 m mężczyzn
- Ron Gavin i John Leonard – Spływ podwójny na 500 m i na 1000 m mężczyzn

### Kolarstwo
- Garry Bell – Wyścig indywidualny ze startu wspólnego (kolarstwo szosowe) – 15. miejsce
- Vern Hanaray – Wyścig indywidualny ze startu wspólnego (kolarstwo szosowe) – 52. miejsce
- Jamie Richards – Wyścig indywidualny ze startu wspólnego (kolarstwo szosowe)
- Mike Richards – Wyścig indywidualny na dochodzenie (kolarstwo torowe) – 9. miejsce

### Lekkoatletyka

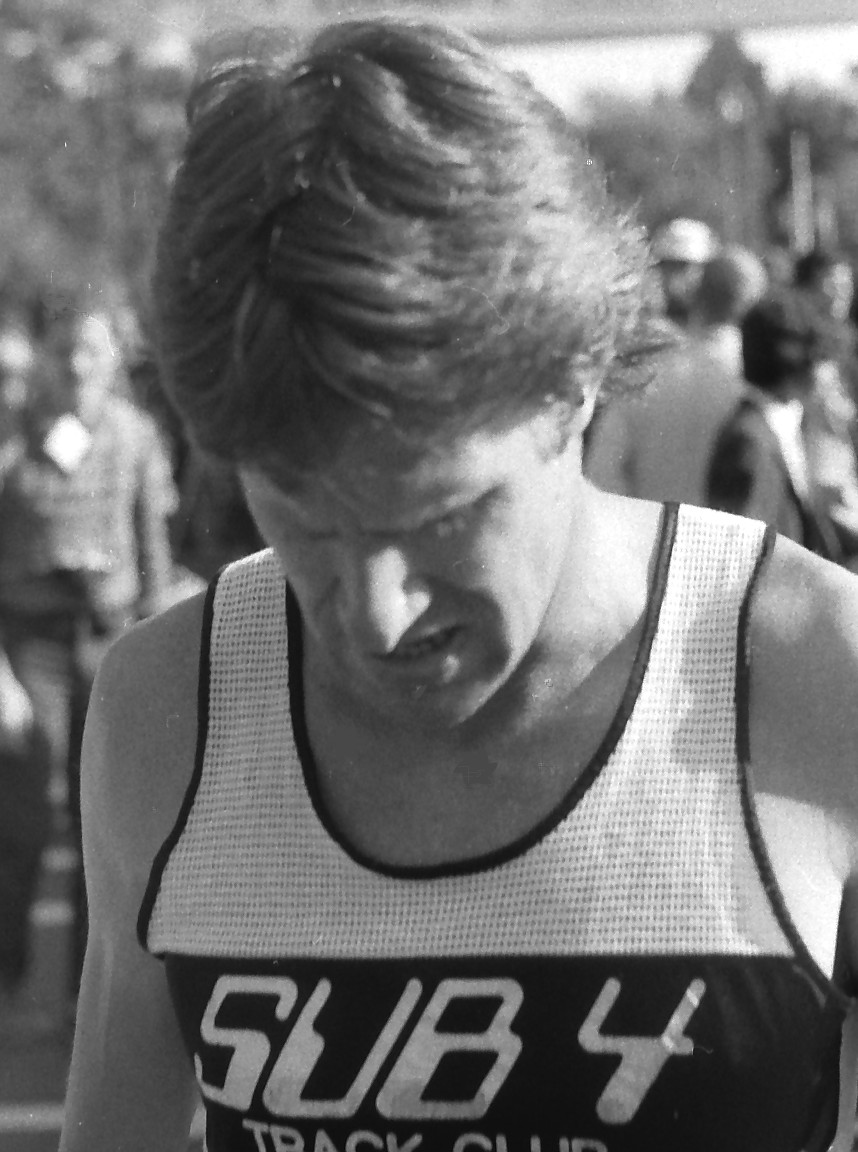
John Walker, zdobywca złotego medalu

- John Walker – Bieg na 800 metrów mężczyzn
- John Walker – Bieg na 1500 metrów mężczyzn - 1. miejsce ( Złoty medal)
- Dick Quax – Bieg na 5000 metrów mężczyzn - 2. miejsce ( Srebrny medal)
- Rod Dixon – Bieg na 5000 metrów mężczyzn - 4. miejsce
- Dick Quax – Bieg na 10000 metrów mężczyzn
- Jack Foster – Maraton mężczyzn - 17. miejsce
- Kevin Ryan – Maraton mężczyzn
- Euan Robertson – Bieg na 3000 metrów z przeszkodami - 6. miejsce
- Murray Cheater – Rzut młotem mężczyzn - 16. miejsce
- Sue Jowett – Bieg na 100 metrów kobiet
- Sue Jowett – Bieg na 200 metrów kobiet
- Anne Garrett-Audain – Bieg na 800 metrów kobiet
- Dianne Zorn-Rodger – Bieg na 1500 metrów kobiet
- Anne Garrett-Audain – Bieg na 1500 metrów kobiet

### Pływanie
- John McConnochie – 200 m stylem dowolnym mężczyzn
- Brett Naylor – 400 m stylem dowolnym mężczyzn
- Brett Naylor – 1500 m stylem dowolnym mężczyzn
- Mark Treffers – 1500 m stylem dowolnym mężczyzn
- John Coutts – 100 m stylem motylkowym mężczyzn
- John Coutts – 200 m stylem motylkowym mężczyzn
- Mark Treffers – 400 m stylem zmiennym mężczyzn
- John McConnochie – 400 m stylem zmiennym mężczyzn
- Rebecca Perrott – 100 m stylem dowolnym kobiet
- Rebecca Perrott – 200 m stylem dowolnym kobiet
- Rebecca Perrott – 400 m stylem dowolnym kobiet
- Allison Calder – 400 m stylem dowolnym kobiet
- Allison Calder – 800 m stylem dowolnym kobiet
- Monique Rodahl – 100 m stylem grzbietowym kobiet
- Monique Rodahl – 200 m stylem grzbietowym kobiet
- Susan Hunter – 200 m stylem grzbietowym kobiet
- Lynne Rowe – 100 m stylem motylkowym kobiet
- Lynne Rowe – 200 m stylem motylkowym kobiet
- Monique Rodahl – 400 m stylem zmiennym kobiet
- Lynne Rowe – 400 m stylem zmiennym kobiet
- Susan Hunter – 400 m stylem zmiennym kobiet

### Podnoszenie ciężarów
- Philip Sue – 60 – 67,5 kg
- Brian Marsden – 82,5 – 90 kg - 11. miejsce
- Rory Barrett – 90 – 110 kg - 15. miejsce

### Skoki do wody
- Rebecca Ewert – Trampolina 3 m - 21. miejsce

### Strzelectwo
- Ian Ballinger – Karabin małokalibrowy leżąc 50 m - 20. miejsce
- Graeme McIntyre – Ruchomy cel 50 m - 19. miejsce
- Grant Taylor – Ruchomy cel 50 m - 24. miejsce
- John Woolley – Skeet - 26. miejsce

### Wioślarstwo
- Bob Murphy, Grant McAuley, Des Lock i David Lindstrom	- Czwórka bez sternika - 4. miejsce
- Viv Haar, Danny Keane, Tim Logan, Ian Boserio i David Simmons – Czwórka ze sternikiem - 6. miejsce
- Trevor Coker, Simon Dickie, Peter Dignan, Athol Earl, Tony Hurt, Alec McLean, Dave Rodger i Ivan Sutherland – Ósemka ze sternikiem - 3. miejsce ( Brązowy medal)

### Zapasy
- Barry Oldridge – Waga kogucia, styl wolny
- David Aspin – Waga średnia, styl wolny

### Żeglarstwo
- Jonty Farmer – Finn - 15. miejsce
- Brett Bennett i Mark Paterson – Klasa 470 - 5. miejsce
- Chris Urry, Gavin Bornholdt i Hugh Poole – Klasa Soling - 19. miejsce
- Jock Bilger i Murray Ross – Klasa Latający Holender -12. miejsce